# Sindrome di Camurati-Engelmann
La sindrome di Camurati-Engelmann, conosciuta anche col nome inglese Camurati-Engelmann Disease (CED), è una malattia genetica rara che causa anomalie nello sviluppo delle ossa; il nome deriva da quello di due medici che la studiarono nei primi anni del XX secolo.
Solitamente i primi sintomi della malattia si manifestano in gioventù.